# 西淮安郡
西淮安郡，中国南北朝时设置的郡。
西魏改西淮郡置西淮安郡，为南襄州治所。郡治在湖阳县（今河南省唐河县南湖阳镇）。西魏废帝三年（554年）西淮安郡为湖州治所。北周时改西淮安郡为升平郡。